# 드니프로아비아
드니프로아비아(영어: Dniproavia, 우크라이나어: Дніпроавіа)는 우크라이나의 항공사로 우크라이나 항공 그룹(영어: Ukrainian Aviation Group)이 소유하고 있다. 드니프로 국제공항, 보리스필 국제공항이 허브 공항에 속한다.

## 역사
1933년에 아에로플로트의 자회사인 DIAS 항공(영어: Dnipropetrovsk Integrated air squad)으로 설립되어 운항을 시작했다. 1996년 6월 22일 보다 허브 공항인 드니프로 국제공항과 함께 주식회사로 전환되면서 우크라이나 정부 기관인 국유재산 기금(영어: State Property Fund of Ukraine)의 자회사가 되었다.
2006년도 17%의 수익 증가와 54%의 여객 수 증가에도 불구하고 600만 달러의 손실을 기록했다. 이것은 루프트한자의 드니프로 국제공항 취항을 놓고 독일 정부와의 분쟁으로 인해 공항을 소유한 드니프로아비아의 독일 노선이 운항 중단된 것도 한 몫을 했다.

## 보유 기종
- 2012년 8월 기준으로 드니프로아비아는 다음과 같은 기종을 보유하고 있으며 평균 기령은 17.3년이다.[2][3]

## 사진

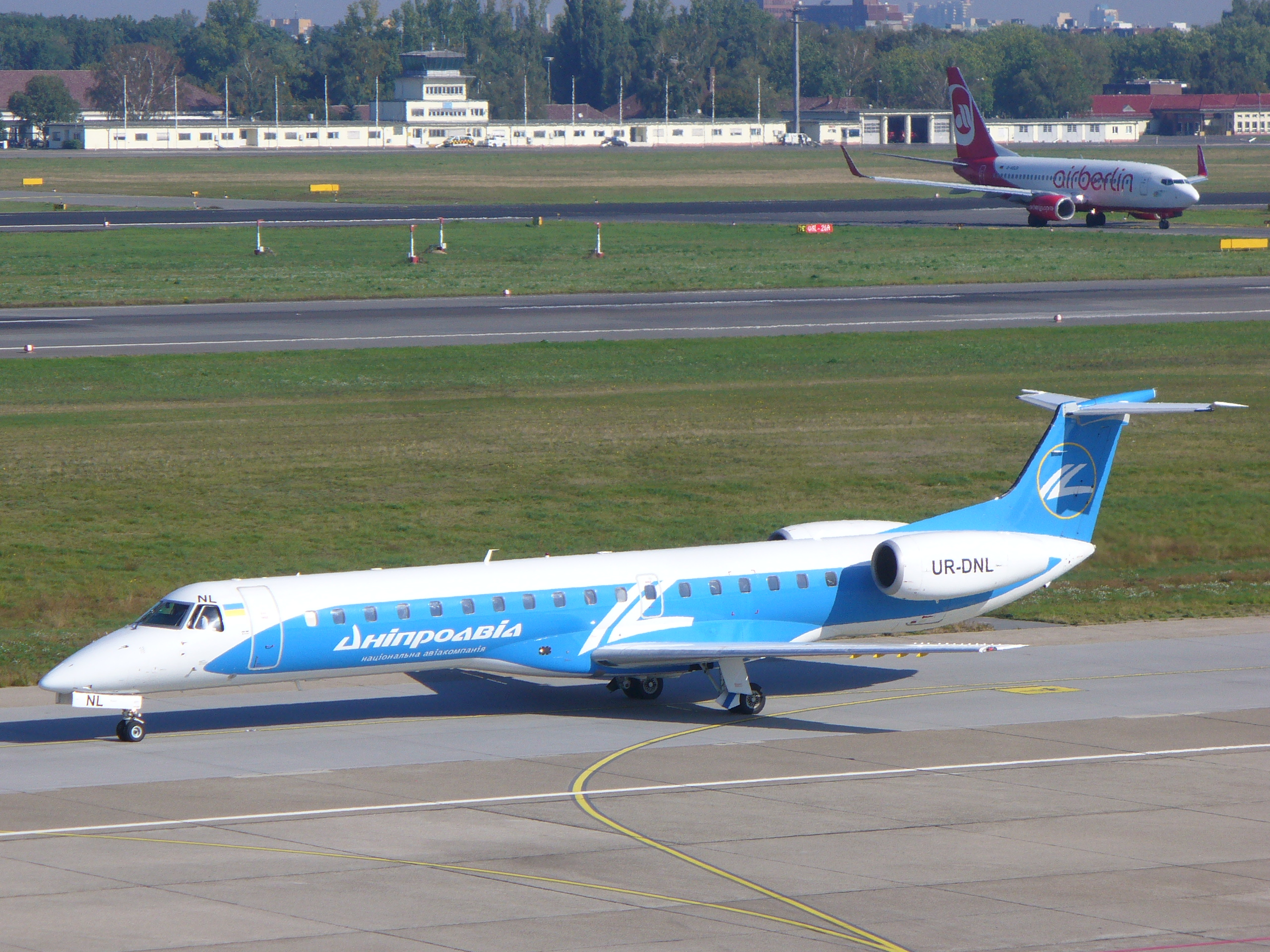
드니프로아비아의 엠브라에르 ERJ-145
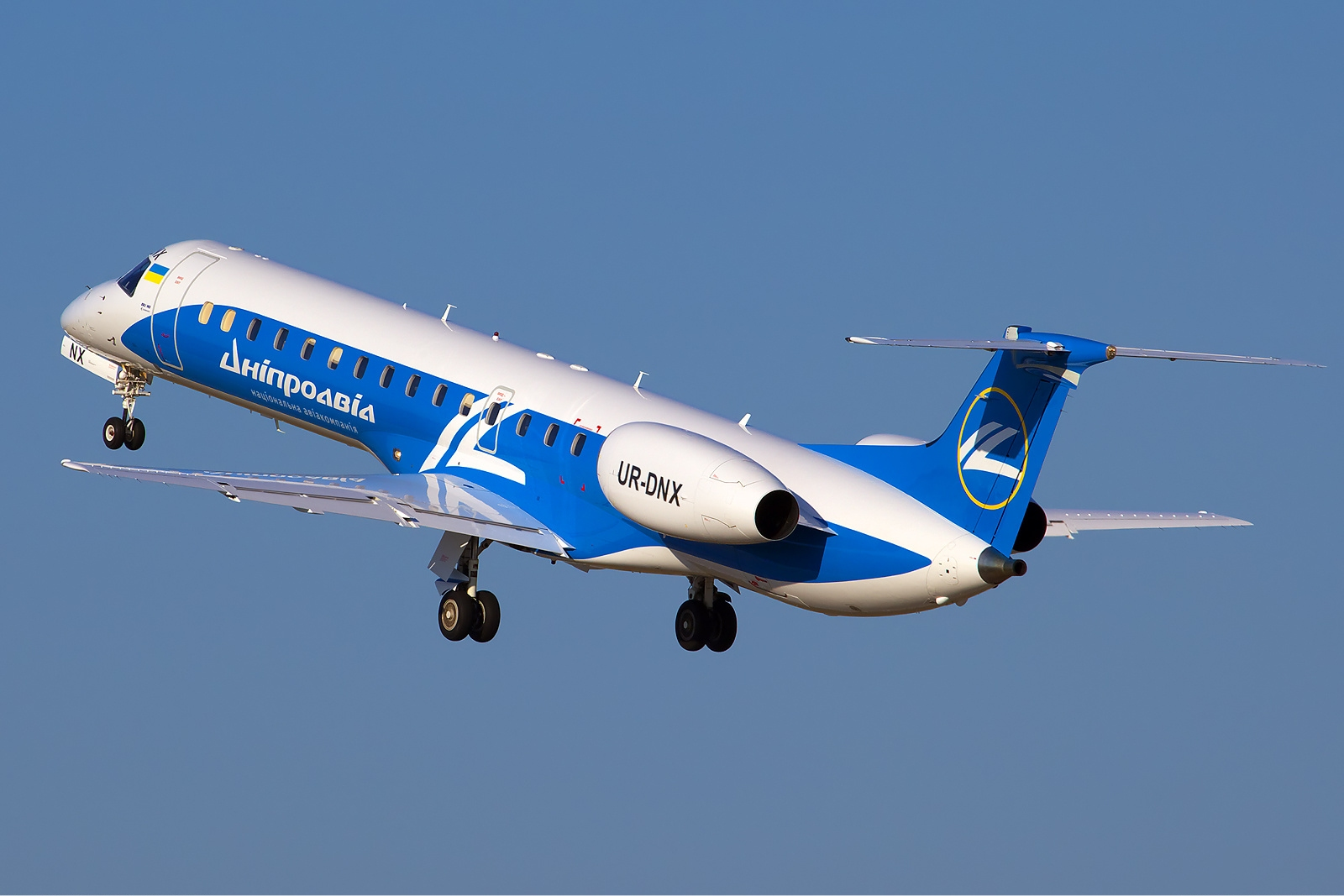
드니프로아비아의 엠브라에르 ERJ-145
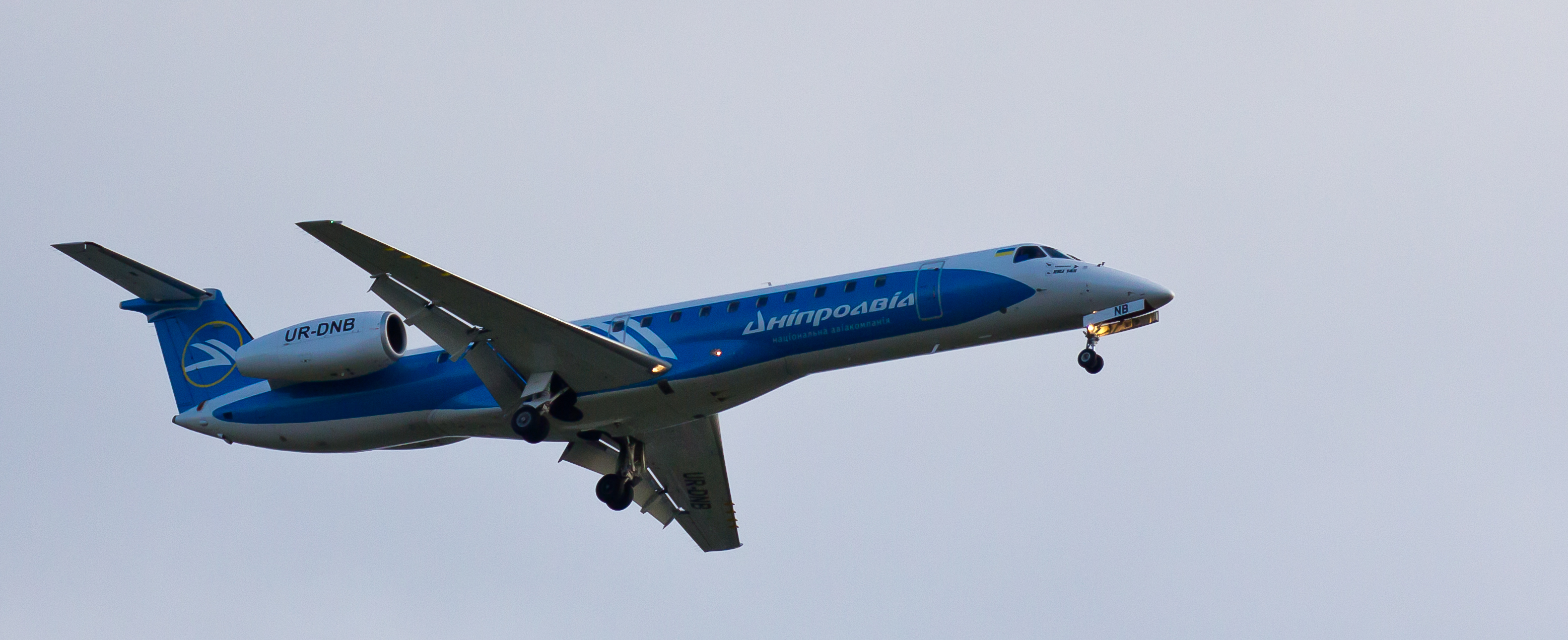
드니프로아비아의 엠브라에르 ERJ-145